# Pierre Vidal-Naquet
Pierre Emmanuel Vidal-Naquet, född 23 juli 1930 i Paris, död 29 juli 2006 i Nice, var en fransk historiker knuten till universiteten i Caen, Lille och Lyon, sedan 1969 lärare vid École des hautes études en sciences sociales. Han ledde forskningen vid Centre de Recherches comparées sur les Sociétés Anciennes.
Han var specialiserad på Antikens Grekland, men även insatt i samtidshistoria, främst det algeriska kriget (1954-62), under vilket han motsatte sig den franska arméns systemastiska tortyr. Vidal-Naquet har även publicerat arbeten om judarnas historia, om medeltiden, nutid och samtid. För svensk läsekrets är han bland annat känd genom Atlas över mänsklighetens historia från urtid till nutid (1991).